# マスカレード (1994年のパチンコ機)
『マスカレード』は、1994年2月にSANKYOが発売した、センター役物の中にシンバルを持ったピエロが配置されているパチンコ機のシリーズ名。
マスカレードIとマスカレードIIの2機種がある。

## 概要
貯留型の羽根モノタイプ。役物中央にいるピエロは、手にシンバルを持ち、始動チャッカー入賞時にはこのシンバルと両足を開閉する動作を見せる。羽根に拾われた玉は上段ステージを奥へと転がって下段に落下するのだが、落下の際に、ピエロの動きによってうまく玉が中央へ誘導されるとV入賞となる。
主なV入賞パターンは3パターンある。
1つは、玉が上段ステージ中央から落下し、Vを囲むガードをうまくバウンドして乗り越え、V入賞するパターンである。
残り2つは、玉が上段ステージのサイドから落下した場合に発生する。足を飛び越えて下段奥に転がるが反射して中央に寄せられV入賞するパターンと、足を飛び越えずに、シンバルか足の動きによって中央に寄せられV入賞するパターンである。

## スペック
- マスカレードI
  - 賞球数 7&15
  - 大当たり最高継続 15R
  - 最大貯留 3個
- マスカレードII
  - 賞球数 6&13
  - 大当たり最高継続 15R
  - 最大貯留 3個

## 演出
通常時の羽根開閉時間は、1チャッカーに入賞すると0.4秒、2チャッカーの場合は0.5秒×2回である。
大当たり後は、ピエロが足を閉じてその上に最大3個までの貯留が可能になる。貯留はハズレ6カウントか羽根開閉13回後にピエロの足が開き貯留が解除される。
1〜2個しか貯留されなくても、継続率はそれほど低下しない。